# くいこみ海女 乱れ貝
『くいこみ海女 乱れ貝』（くいこみあま みだれがい、Kuikomi-Ama Midare-gai）は、1982年7月9日公開の日本映画。日活ロマンポルノの一作。藤浦敦監督作品。主演は渡辺良子。

## 概要
日活製作・配給。カラー / ワイド / 67分。
日本のとある島に所在する漁村を舞台に、網元の若旦郡と海女、そして都会のホステス嬢の関係を描き、太陽の下、若い海女のヒップにくい込んだふんどしがまぶしい作品である。脚本は、富田康明と『快楽温泉郷　女体風呂（かいらくおんせんきょう にょたいぶろ）』『色情海女 ふんどし祭り（しきじょうあま ふんどしまつり）』（ともに1981年）などを手がけた藤浦敦との共同執筆である。監督は、上述2作品や『出張トルコ また行きます（しゅっちょうとるこ またいきます）』（1978年）、『若後家海女 うずく（わかごけあま うずく）』（1980年）、『絶倫海女 しまり貝（ぜつりんあま しまりがい）』（1985年）など27本のロマンポルノの映画監督をつとめた藤浦敦であった。撮影は、『ホステス情報 潮ふき3姉妹（ほすてすじょうほう しおふき3しまい）』（1975年）、『修道女 濡れ縄ざんげ（しゅうどうじょ ぬれなわざんげ）』（1979年）、『スワップ診察室 蜜しぶき（すわっぷしんさつしつ みつしぶき）』（1986年）など90もの作品を手がけた水野尾信正が担当した。「艶歌の花道」で知られる落語家、5代目鈴々舎馬風（当時42歳）も出演している。
キャッチコピーは「浜辺でパックリ　海女ゾネス!!!」であった。

## スタッフ
- 監督 -藤浦敦
- プロデューサー - 結城良煕（ゆうきよしひろ）
- 助監督 - 瀬川正仁
- 脚本 - 富田康明・藤浦敦
- 企画 - 奥村幸士
- 撮影 - 水野尾信正
- 音楽 - 佐藤富士男
- 美術 - 中澤克巳
- 編集 - 井上修
- 録音 - 信岡実
- スチール - 竹内健二
- 照明 - 矢部一男

## あらすじ
網元の若旦那である岩瀬源太郎と海中に潜って貝などを採る海女をなりわいとする渡辺帆奈美は恋人同士で、契りあう仲であった。しかし、源太郎は亡き父の命日に上京し、数か月を東京で過ごしたあと、ホステス嬢として働いていた藤井由紀を連れて島にもどってきた。
激しい嫉妬の念にかられる若き海女、帆奈美。狭い島ゆえ、源太郎と由紀の仲はすぐに噂になった。数日後、かって由紀のヒモだった長谷部淳一が島を訪れて縁を戻そうとするが由紀は相手にしない。結婚を申し込む源太郎に対し、由紀も大きく心を動かされるが、暗い過去を考えるとどうしても素直に承諾できなかった。しかし、肉体は反応した。
2人が裸になり男女の交わりをしているちょうどそのとき、刑事がやって来て、由紀を結婚詐欺の常習犯として逮捕した。心から源太郎を愛おしく思っていた由紀は、寂しそうな微笑みを残して、島を立ち去っていった。
やがて、まるで「乱れ貝」のようだった帆奈美は…。

## キャスト
- 渡辺帆奈美…渡辺良子
- 純恵…松川ナミ
- 若瀬千恵…藤ひろ子
- 和江…水月円
- 裕子…松原玲子
- 照子…嵯峨美京子
- 伸代…萩尾なおみ
- 岩瀬源太郎…鶴岡修
- 長谷部淳一…佐竹一男
- 只見茂…土橋亭里う馬
- 海女…中川夕子
- 徳田一平…島村謙次
- 岩瀬忠吉…野上正義
- 松岡克良…鈴々舎馬風
- 藤井由紀…風間舞子

## DVD
- 『くいこみ海女 みだれ貝』ジェネオン エンタテインメント、2005年10月。形式:Color,Dolby,Widescreen。R-18指定。「オリジナル劇場予告篇」付。ASIN  B000B63FZU